# Hockeyettanfinalen
Hockeyettanfinalen var en matchserie inom playoffspelet i Hockeyettan där segraren i Allettan Södra möter segraren i Allettan Norra för att avgöra vem som vinner Hockeyettan.
Finalen spelades i bäst av tre matcher där första matchen spelades på det lägst rankade lagets hemmaarena och den andra matchen hos det högst rankade lagets hemmaarena. En eventuell tredje avgörande match spelades även den på det högst rankade lagets hemmaarena. Om någon match slutade oavgjord efter ordinarie tid avgjordes den genom förlängning med sudden death; det vill säga matchen förlängdes med ytterligare perioder och laget som gjorde första målet vinner. 
Vinnaren blev seriesegrare i Hockeyettan och kvalificerade sig för Kvalserien till Hockeyallsvenskan. Förloraren var tidigare kvalificerad för Hockeyettans Playoff 3, som var den sista omgången före Kvalserien. Hockeyettanfinalen spelades först säsongerna 2016/2017 och 2017/2018. Till säsongen 2018/2019 hade den tagits bort. Inför säsongen 2019/2020 meddelades det att finalen var tillbaka med nya regler. Båda lagen skulle gå vidare till Playoff 3, men segraren skulle få högre ranking inför valet av motståndare. Den magra utdelningen för vinnaren utlöste dock protester och ett par veckor före seriestart ändrades spelordningen så att finalens segrare får en plats i Kvalserien. Förloraren fick istället börja i Playoff 2.

## Finaler
- 2017: IF Troja/Ljungby–Huddinge IK 1–2
- 2018: Borlänge HF–Huddinge IK 2–0
- 2020: Väsby IK HK–Halmstad Hammers HC 2–1